# Trelawnyd and Gwaenysgor
Trelawnyd and Gwaenysgor är en community i Storbritannien.   Den ligger i kommunen Flintshire och riksdelen Wales, i den södra delen av landet, 290 km nordväst om huvudstaden London. 
Den omfattar byarna Trelawnyd och Gwaenysgor samt omgivande landsbygd.